# ВМРО „Владо Черноземски“
 Тази статия е за организацията от 1936 година.  За други значения вижте ВМРО (пояснение).  
ВМРО „Владо Черноземски“ е конспиративна културно-просветна младежка организация, създадена през януари-февруари 1936 година в Горна Джумая. Целта на организацията е чрез културно-просветна дейност да подготви революционни кадри за навлизане в Македония с чета.
В ръководството ѝ влизат Мирчо Марков (главен войвода), Захо Захов (секретар) и Кирил Александров (помощник-войвода). През май 1936 година към тях се присъединяват А. Пашков. Ал. Куртев, Г. Иванов и Борис Ризов от Македонския ученически съюз (МУС) в София. Правят опит да разпространят дейността си в Пловдив, Татар Пазарджик, Неврокоп и Разлог, но след разкрития от 24 септември 1936 година основателите са арестувани и дейността на организацията замира.